# ديفيد راتكليف
ديفيد راتكليف (بالإنجليزية: David Ratcliffe)‏ هو لاعب كرة قدم أسترالي في مركز الدفاع، ولد في 9 مارس 1957 في إنجلترا في المملكة المتحدة. شارك مع منتخب أستراليا لكرة القدم. أما مع النوادي، فقد لعب مع برادفورد سيتي ونادي سيدني أوليمبيك ووولونغونغ وولفز.